# Васил Дудев
Васил Дудев е български просветен и обществен деец от късното Българско възраждане в Македония.

## Биография
Роден е в Прилеп. Завършва история с първия випуск на Софийския университет в 1891 година. В 1898 година завършва специализация по история и филология в университета в Нанси. Преподава в Българската прогимназия в Битоля. Ученикът му Симеон Радев пише за него:
| „ | Дудев бе нашият учител по старобългарски език и по история. Той беше свенлив човек, който ни преподаваше с наведени очи. Старобългарски език ни учеше да четем с носовките заедно: „Прежде убо словене не имеахѫ книг, нъ чрътами читеахѫ и гадаахѫ“ и пр. Това ни чудеше и забавляваше... Дудев ни преподаваше обща история и история на България. Колкото и да му липсваше всякакъв патос, ние, когато той ни приказваше за далечното българско минало и за превратностите на българската съдба, слушахме го като че ли със спрян дъх. Обстановката, при която ставаха тогава предаванията му, още повече засилваше нашето вълнение. Преди да почне урока по българска история, той ни караше да затворим здраво прозореца, за да не се чува отвън, и снишаваше гласа си. Така настъпваше в цялата зала една тайнственост. | “ |